# Paul Balzereit
Paul Johannes Gerhard Balzereit,
Pseudonyme Paul Gehrhard und P.B.Gotthilf
(* 2. November 1885 in Kiel; † 6. Juli 1959 in Magdeburg) war ein deutscher Publizist und als „Zweigdiener“ (Landesleiter) der Wachtturm-Gesellschaft eine wichtige Figur im Verlauf der Auseinandersetzung der Zeugen Jehovas mit dem Nationalsozialismus.
Balzereit besuchte die Volksschule und schloss eine kaufmännische Ausbildung ab. Nach einigen Jahren Arbeit in diesem Beruf und auf der Germaniawerft schloss er sich um 1910 den Bibelforschern an. Ab 1913 hielt er als reisender „Pilgerbruder“ Vorträge vor Bibelforschergruppen in Deutschland. Bereits 1916/17 übergangsweise Schriftleiter des Wacht-Turms, wurde er 1920 als Landesleiter der Bibelforscher bzw. Zeugen Jehovas in Deutschland eingesetzt. Er leitete die Tätigkeit des  Bibelhauses Magdeburg, in dem Bücher und Zeitschriften der Wachtturm-Gesellschaft gedruckt wurden. Balzereit war für die deutschsprachige Ausgabe der Zeitschrift Das Goldene Zeitalter verantwortlich, die um 1930 eine Auflage von mehr als 300.000 Stück erreichte. 
1924 verfasste Balzereit unter dem Pseudonym P. B. Gotthilf das antikirchliche Büchlein Die größte Geheimmacht der Welt, das in einer Auflage von 200.000 Stück beim Leipziger Stern-Verlag erschien. Er bezichtigte darin die katholische Kirche eine weltliche Macht zu sein, die unter dem Deckmantel der Religion auf die absolute Unterjochung der ganzen Welt abziele. Ein Teil der Auflage wurde gerichtlich beschlagnahmt, der Stern-Verlag zu einer Geldstrafe verurteilt. 1925 wurde Balzereit wegen der Flugschrift Anklage gegen die Geistlichkeit angezeigt, aber im folgenden Prozess freigesprochen.
Nach dem Verbot der Zeugen Jehovas durch die NS-Behörden emigrierte Balzereit im Sommer 1933 vorübergehend nach Prag und kümmerte sich von dort aus weiter um die inhaltliche Gestaltung des deutschsprachigen Goldenen Zeitalters. Balzereit versuchte dann, den Verlagsbetrieb der Wachtturm-Gesellschaft in Magdeburg in eingeschränkter Form fortzuführen. Er setzte sich für eine Rücknahme des Verbots ein, wurde dabei innerhalb der Religionsgemeinschaft zunehmend für seine zu kompromissbereite Linie kritisiert. So lehnte er es 1934 ab, die von den NS-Behörden untersagte Missionstätigkeit der Zeugen Jehovas illegal wiederaufzunehmen. Am 10. Mai 1935 wurde Balzereit verhaftet. Die Leitung der Tätigkeit der Zeugen Jehovas in Deutschland übernahm dann Martin Harbeck von der Schweiz aus, der kurz darauf Fritz Winkler als seinen Vertreter innerhalb Deutschlands einsetzte.
Am 17. Dezember 1935 wurde Balzreit von einem Sondergericht in Halle zu 2 ½ Jahren Haft verurteilt. Balzereit wurde in einem Artikel in der Zeitschrift Der Wachtturm im Jahr 1936 scharf kritisiert, vor Gericht zu kompromissbereit ausgesagt zu haben. Nach Verbüßung seiner Haftstrafe wurde Balzereit 1938 im Konzentrationslager Sachsenhausen interniert. Er mied dort den Kontakt zu anderen inhaftierten Zeugen Jehovas. Nachdem Balzereit schriftlich erklärt hatte, sich von den Zeugen Jehovas losgesagt zu haben, wurde er im April 1939 aus dem KZ entlassen.
Im Sommer 1945 versuchte Balzereit in Magdeburg, die deutsche Wachtturm-Gesellschaft zu reorganisieren und als Leiter der Zeugen Jehovas Deutschland wieder eingesetzt zu werden. Im Oktober 1945 entschied die weltweite Leitung der Religionsgemeinschaft jedoch, dass Erich Frost die Leitung für Deutschland übernehmen sollte.
Balzereit wurde Ende 1945 Mitbegründer der Allgemeinen Bibel-Lehrvereinigung in Magdeburg. Diese Bewegung knüpfte Kontakt zu US-amerikanischen Splittergruppen der Bibelforscherbewegung (Tagesanbruch Bibelstudien-Vereinigung) und versuchte, an die Tradition der Bibelforscherbewegung zur Zeit Charles Taze Russells anzuschließen. 1950, kurz nach dem Verbot der Zeugen Jehovas in der DDR, wurde auch die Allgemeine Bibel-Lehrvereinigung verboten.
Ende 1957 warb das MfS Balzereit an, um die im Untergrund tätigen Zeugen Jehovas zu zersetzen. So kam es im Januar 1958 durch Balzereit zur Gründung der Vereinigung freistehender Christen. 1959 starb Balzereit an den Folgen eines Verkehrsunfalls.